# Ene Ergma
Ene Ergma, née le 29 février 1944 à Rakvere, est une physicienne et femme politique estonienne. Membre du parti Union pour la patrie et Res Publica, elle est présidente du Riigikogu entre 2003 et 2006 puis entre 2007 et 2014.

## Biographie
Ene Ergma grandit à Viljandi. Elle étudie la physique à l'université de Tartu de 1962 à 1964, avant d'aller étudier à l'université d'État de Moscou, dont elle sort diplômée d'astronomie en 1969.
Elle est professeur d'astrophysique à l'université de Tartu depuis 1988.

## Prix et distinctions
- Ordre de l'Étoile blanche d'Estonie de 4e classe, 2001
- Ordre du Blason national d'Estonie de 2e classe, 2008
- Ordre des Trois Étoiles, 2009
- Commandeur grand-croix de l'ordre royal de l'Étoile polaire
- Grand-croix de l'ordre de l'Infant Dom Henri